# Joe Carnahan

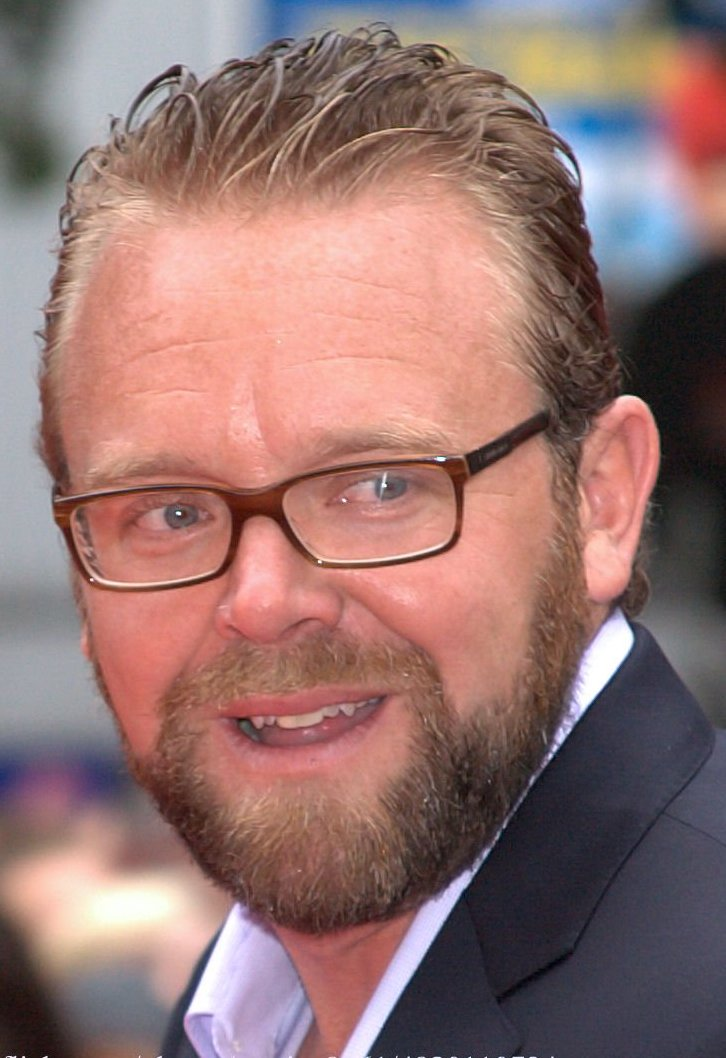
Joe Carnahan (2010)

Joe Carnahan (* 9. Mai 1969 in Sacramento, Kalifornien) ist ein US-amerikanischer Filmregisseur, Drehbuchautor und Filmproduzent.

## Leben
Sein erstes Drehbuch verfasste Carnahan 1995 für den Film Karate Raider. Sein Debüt als Filmregisseur gab er 1998 mit Blood, Guts, Bullets and Octane, in dem er selbst auch als Darsteller in Erscheinung trat. Für alle von ihm inszenierten Filme verfasste er selbst auch das Drehbuch.
Bei den Independent Spirit Awards 2003 war er für den Preis als Bester Regisseur nominiert.
Sein Bruder Matthew Michael Carnahan ist ebenfalls als Drehbuchautor aktiv.

## Filmografie (Auswahl)

### Als Regisseur
- 1998: Blut, Blei, Bullen und Benzin (Blood, Guts, Bullets and Octane)
- 2002: Ticker (Kurzfilm)
- 2002: Narc
- 2006: Faceless (Fernsehfilm)
- 2007: Smokin’ Aces
- 2010: Das A-Team – Der Film (The A-Team)
- 2012: The Grey – Unter Wölfen (The Grey)
- 2013–2015: The Blacklist (Fernsehserie, 3 Folgen)
- 2014: Stretch
- 2014–2015: State of Affairs (Fernsehserie, 4 Folgen)
- 2020: Boss Level
- 2021: Copshop
- 2025: Shadow Force – Die letzte Mission (Shadow Force)

### Als Drehbuchautor
- 1995: Karate Raider
- 1998: Blut, Blei, Bullen und Benzin (Blood, Guts, Bullets and Octane)
- 2002: Narc
- 2007: Smokin’ Aces
- 2008: Das Gesetz der Ehre (Pride and Glory)
- 2010: Smokin’ Aces 2: Assassins’ Ball
- 2012: The Grey – Unter Wölfen (The Grey)
- 2013–2014: The Blacklist (Fernsehserie, 2 Folgen)
- 2014–2015: State of Affairs (Fernsehserie, 2 Folgen)
- 2018: Death Wish
- 2020: Bad Boys for Life
- 2020: Boss Level
- 2021: Copshop
- 2025: Shadow Force – Die letzte Mission (Shadow Force)

### Als Produzent
- 1998: Blut, Blei, Bullen und Benzin (Blood, Guts, Bullets and Octane)
- 2009: Die vierte Art (The Fourth Kind)
- 2012: The Grey – Unter Wölfen (The Grey)
- 2014: Stretch
- 2017: Wheelman
- 2019: Point Blank
- 2020: Boss Level
- 2021: Copshop